# 青峰佑樹
青峰 佑樹（あおみね ゆうき、1991年11月20日 - ）は、日本の俳優、モデルである。
東京都出身。スターダストプロモーション所属。修徳高等学校卒業。

## 略歴
父親がモデルであり、自身は2歳から中学3年生までモデルとして活動していた。
大学時代に日本や海外を旅する。東日本大震災以降東北に何度も足を運び、そこで出会った人に感化され大学3年生のときスターダストプロモーションにオーディションを受け所属する。スターダストプロモーションに決めた理由は、気になる事務所を3つ選びダーツの矢が刺さったところに応募しようと決めた。旅の行き先もダーツで決めることが多い。2013年1月から同事務所の「劇☆男」に参加し、2014年11月に脱退する。
趣味は、筋トレ、ボウリング、旅。メイクアップアーティスト、スクーバダイビング、スキー3級のライセンスを持つ。
特技は、野球。修徳高校の硬式野球部でレギュラーとして出場してた。
2019年12月31日から2020年1月1日に3時間にわたって配信された『AbemaPrime 令和初の年越しカウントダウン』では幻となった東京五輪の東京マラソンコースを走った。

## 出演

### テレビ
- 王様のブランチ（2017年4月 - 、TBS）

### 舞台
- キリトリ（2013年3月）
- 川太郎の恋（2013年10月） 影山直人 役
- キリトリII（2013年11月 - 12月）
- HIDEYOSHI（2014年3月） 主演:藤吉 役
- 髪飾りのかたち（2014年5月 - 6月） タケシ 役
- あなたに贈るキス2（2014年7月） 増岡 役
- ラズベリーボーイ2（2014年10月） 三枝誠二 役
- やぶれた虹のなおしかた（2015年6月） ホシザキ 役
- ダイヤのA The Live（2015年8月） 川上憲史 役
  - ダイヤのA The Live II（2016年3月 - 4月）
  - ダイヤのA The Live III（2016年8月 - 9月）
  - ダイヤのA The Live IV（2017年4月）

### CM
- SONY PSP
- SCHICK 髭ｉｓファッション

### 配信
- AbemaPrime（2016年4月 - 、AbemaTV）  - 月曜・火曜・水曜・木曜レギュラー
- LINELIVE 行け!イケキャス. The NEWS（2016年9月 - ）
- 恵比寿スタイル#（2017年2月 - ）

### その他
- お台場新大陸「ミストマン8」ミストマンブルー（2013年 - ）[2][8]
- SUBARU「以心伝心ショートフィルム スバル レヴォーグ "More Than Words -Your Story With-SHORT"」（2014年）